# Aegir
În mitologia nordică Ægir este zeul mării, adorat și temut, în același timp, de marinari, fiind asemănător zeului Okeanos de la greci sau Aki la popoarele germanice. Personifica furia acvatică dezlănțuită pe care o stăpânește alături de soția sa Ran. Se credea că periodic, el se ridică la suprafață pentru a lua nave maritime, oameni și încărcătură și pentru a le duce pe tărâmul său de pe fundul oceanului. Pentru a-l îmbuna, călătorii pe mare făceau sacrificii înaintea plecării. Mai era numit rareori și Hlér  sau Gymir · .
Soția lui Ægir este zeița mării Ran, cu care are nouă fiice (zeități ale valurilor) îmbrăcate cu voaluri și mantii albe: Ranarsdaetr – talazurile; Bylgja – hula marină/freamătul subacvatic; Blóðughadda – vălul roșu al asfințitului vestitor de furtună; Dúfa – cufundătoarea; Hefring – valul impetuos; Himinglæva – oglinda cerului/marea calmă; Kólga – valul rece; Hrönn – valul curgător și Unnr (Uðr) – valul spumos.
Ægir are și doi slujitori loiali: Eldir și Fimafeng, cel de-al doilea fiind ucis de Loki la un banchet al zeilor din tărâmul de sub ocean.